# NGC 7349
NGC 7349 (другие обозначения — PGC 69488, ESO 603-4, MCG -4-53-29) — спиральная галактика с перемычкой (SBb) в созвездии Водолей.
Этот объект входит в число перечисленных в оригинальной редакции «Нового общего каталога».